# Baleia-franca-austral
A baleia-franca-austral (nome científico: Eubalaena australis) é uma das três espécies de baleia-franca, pertencente ao género Eubalaena, e uma das baleias de barba. Habitam nas águas temperadas e subpolares dos oceanos ao sul do equador, entre as latitudes de 20° e 60° S. Em 2009, a população global foi estimada em aproximadamente 13 611 indivíduos.

## Taxonomia
As baleias-francas foram classificadas pela primeira vez no gênero Balaena em 1758 por Carlos Lineu, que na época considerava todas as baleias francas (incluindo a baleia-da-groenlândia) uma única espécie. Ao longo dos anos 1800 e 1900, de fato, a família dos balenídeos (Balaenidae) foi objeto de grande debate taxonométrico. As autoridades recategorizaram repetidamente as três populações de baleia-franca mais a baleia-da-groenlândia, como uma, duas, três ou quatro espécies, em um único gênero ou em dois gêneros separados. No início da caça às baleias, pensava-se que todos eram uma única espécie, Balaena mysticetus.
A baleia-franca-austral foi inicialmente descrita como Balaena australis por Desmoulins em 1822. Eventualmente, foi reconhecido que a baleia-da-groenlândia e a baleia-franca eram de fato diferentes, e John Edward Gray propôs o gênero Eubalaena para a baleia-franca em 1864. Mais tarde, fatores morfológicos como já que as diferenças no formato do crânio das baleias-francas do norte e do sul indicavam pelo menos duas espécies - uma no hemisfério norte e outra no oceano austral. Recentemente, em 1998, Rice, em sua classificação abrangente e oficial, Marine mammals of the world: systematics and distribution, listou apenas duas espécies: Balaena glacialis (todas as baleias-francas) e Balaena mysticetus (as baleias-da-groenlândia).
Em 2000, Rosenbaum et al. discordou com base em dados de seu estudo genético de amostras de DNA de cada uma das populações de baleias. A evidência genética agora demonstra claramente que as populações do norte e do sul não cruzam entre 3 milhões e 12 milhões de anos, confirmando que a baleia-franca-austral é uma espécie distinta. As populações do Pacífico Norte e do Atlântico também são distintas, com a baleia-franca do Pacífico Norte sendo mais intimamente relacionada à baleia-franca-austral do que à do Atlântico Norte. As diferenças genéticas entre E. japonica (Pacífico Norte) e E. australis (Pacífico Sul) são muito menores do que outras baleias representam entre as diferentes bacias oceânicas.
Acredita-se que as populações de baleias-francas primeiro se dividiram devido à união das Américas do Sul e do Norte. O aumento das temperaturas no equador, então, criou uma segunda divisão, nos grupos norte e sul, impedindo-os de cruzar. Em 2002, o Comitê Científico da Comissão Baleeira Internacional (CBI) aceitou as descobertas de Rosenbaum e recomendou que a nomenclatura Eubalaena fosse mantida para este gênero. Outros sinônimos juniores para E. australis incluíram B. antarctica (Lesson, 1828), B. antipodarum (Gray, 1843), Hunterus temminckii (Gray, 1864) e E. glacialis australis (Tomilin, 1962) (ver painel lateral para mais sinônimos).
O cladograma é uma ferramenta para visualizar e comparar as relações evolutivas entre táxons. O ponto em que um nó se ramifica é análogo a uma ramificação evolutiva - o diagrama pode ser lido da esquerda para a direita, como uma linha do tempo. O seguinte cladograma da família dos balenídeos serve para ilustrar o consenso científico atual quanto às relações entre a baleia-franca-austral e os outros membros de sua família.

## Descrição

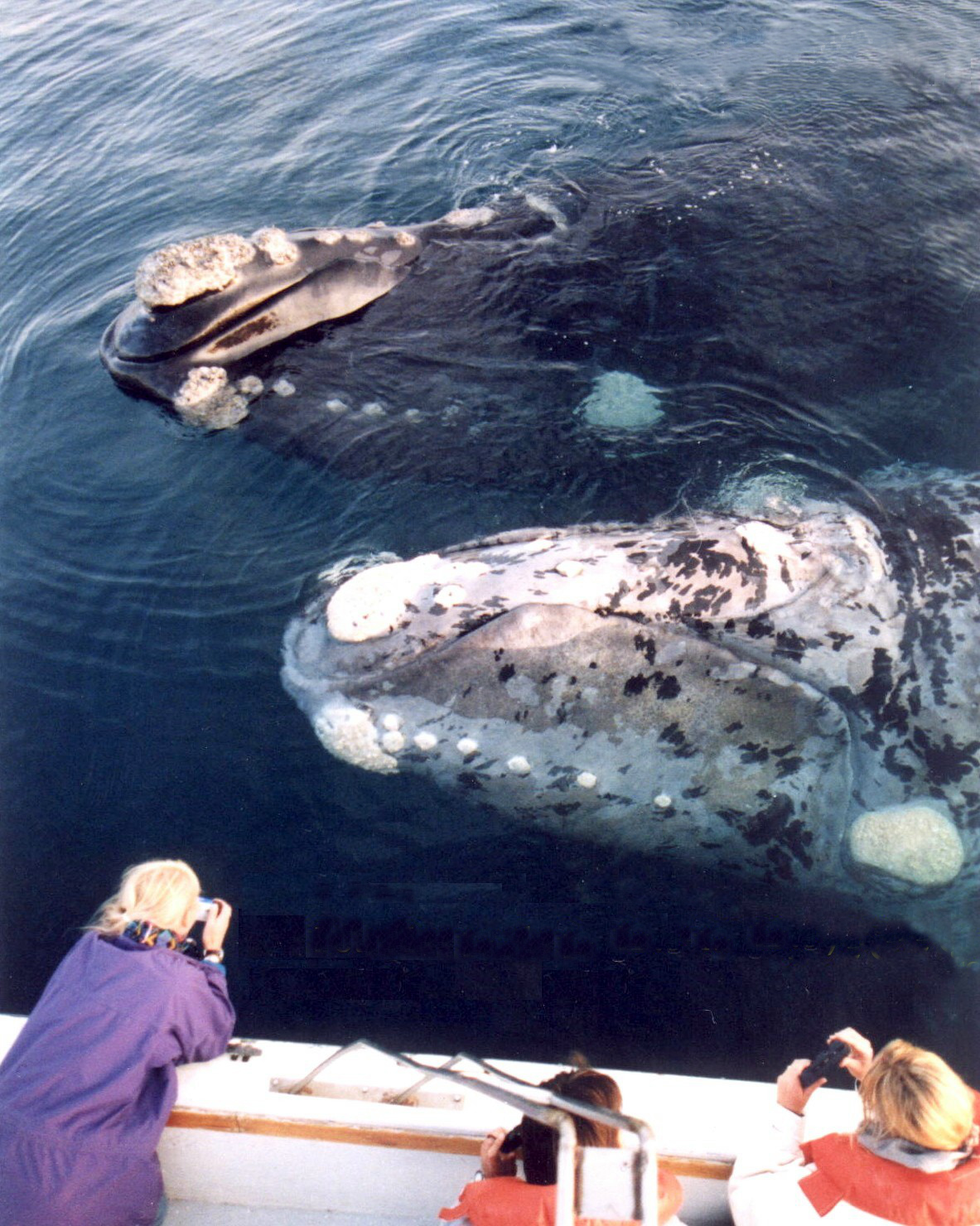
Dois distintos padrões de coloração

Como outras baleias-francas, é facilmente distinguida das outras pelas calosidades em sua cabeça, um dorso largo sem nadadeira dorsal e uma boca longa e arqueada que começa acima do olho. Sua pele é cinza muito escura ou preta, ocasionalmente com algumas manchas brancas no ventre. As calosidades aparecem brancas devido às grandes colônias de cienídeos (piolhos da baleia). É quase indistinguível das baleias-francas-do-atlântico-norte e do pacífico, com quem está intimamente relacionada, exibindo apenas pequenas diferenças de crânio. Pode ter menos calosidades na cabeça do que a do Atlântico Norte e mais nos lábios inferiores do que as duas espécies do norte. A proporção e o número de indivíduos de cor derretida são notáveis nesta espécie em comparação com as outras espécies do Hemisfério Norte. Algumas baleias permanecem brancas mesmo depois de crescer. A expectativa de vida não é clara, embora as baleias pareçam atingir mais de 100 anos de idade.
Uma fêmea adulta tem 15 metros (49 pés) e pode pesar até 47 toneladas (46 toneladas longas; 52 toneladas curtas), com os maiores registros de 17,5-18 metros (57-59 pés) em comprimento e 80 toneladas (79 toneladas longas; 88 toneladas curtas) ou até 90 toneladas (89 toneladas longas; 99 toneladas curtas) em peso, tornando-as ligeiramente menores do que outras baleias-francas do Hemisfério Norte. Os testículos das baleias francas são provavelmente os maiores de qualquer animal, cada um pesando cerca de 500 quilos (1 100 libras). Isso sugere que a competição espermática é importante no processo de acasalamento.

## Comportamento

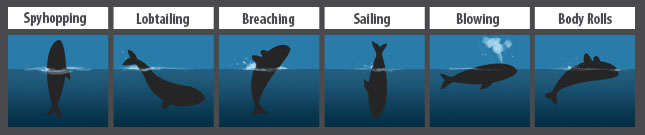
Comportamentos da baleia-franca-austral

Um comportamento exclusivo da baleia-franca-austral, conhecido como vela de cauda, é usar sua cauda elevada para pegar o vento, permanecendo na mesma posição por um tempo considerável. Parece ser uma forma de jogo e é mais comumente visto na costa da Argentina e da África do Sul. Algumas outras espécies, como as baleias-jubarte, também são conhecidas por se exibirem. As baleias-francas são frequentemente vistas interagindo com outros cetáceos, especialmente baleias-jubarte e golfinhos. Houve registros de francas-austrais e jubartes que se acredita estarem envolvidos em atividades de acasalamento ao largo de Moçambique, e ao longo da Bahia, no Brasil.

### Reprodução
As baleias-francas-austrais exibem forte fidelidade materna aos seus locais de procriação. Sabe-se que as fêmeas em partos retornam aos locais de parto em intervalos de 3 anos. O intervalo entre partos mais comumente observado é de 3 anos, mas os intervalos podem variar de 2 a 21 anos. O parto ocorre entre junho e novembro em áreas de parto entre 20 e 30° S. Na Austrália, têm mostrado uma preferência por áreas de procriação ao longo da costa com alta energia das ondas, como Head of the Bight. Ali, o som das ondas quebrando pode mascarar o som da presença das baleias e, assim, proteger filhotes de predadores como as orcas. Águas profundas ao longo de áreas de parto mais rasas podem servir como campo de treinamento para filhotes aumentarem sua resistência antes da migração.
As fêmeas dão à luz seu primeiro filhote quando têm entre oito e dez anos de idade. Um único filhote nasce após um período de gestação de um ano, pesando aproximadamente 1 tonelada curta (0,91 tonelada; 0,89 tonelada longa) e medindo 4–6 metros (13–20 pés) de comprimento. Geralmente permanece com a mãe durante o primeiro ano de vida, período durante o qual dobra de comprimento. Esta espécie foi reconhecida ocasionalmente por cuidar de órfãos não aparentados.

### Alimentação
Como as baleias-francas em outros oceanos, se alimenta quase exclusivamente de zooplâncton, particularmente krill. Se alimentam logo abaixo da superfície da água, mantendo a boca parcialmente aberta e deslizando a água continuamente enquanto nada. Filtra a água através de suas longas placas de barbas para capturar suas presas. A barba de uma baleia franca-austral pode medir até 2,8 metros (9,2 pés) de comprimento e é composta por 220-260 placas.

## População e distribuição
A população global de baleias-francas-austrais foi estimada em 13 611 indivíduos em 2009. Uma estimativa publicada pela National Geographic em outubro de 2008 coloca a população em 10 mil indivíduos. Uma estimativa de sete mil acompanhou uma oficina a CBI em março de 1998. Os pesquisadores usaram dados sobre as populações de fêmeas adultas de três pesquisas (feitas na Argentina, África do Sul e Austrália e coletadas durante a década de 1990) e extrapoladas para incluir áreas não pesquisadas, número de machos e filhotes usando as proporções disponíveis de macho:fêmea e adulto:filhote para dar um número estimado de 1 500 animais em 1999. Prevê-se que a recuperação do tamanho geral da população da espécie seja inferior a 50% de seu estado anterior à caça às baleias em 2100, devido aos impactos mais pesados da caça às baleias e às taxas de recuperação mais lentas.
A baleia-franca-austral passa o verão no extremo sul do oceano se alimentando, provavelmente perto da Antártica. Se surgir a oportunidade, a alimentação pode ocorrer mesmo em águas temperadas, como ao longo de Buenos Aires. Migra para o norte no inverno para reprodução e pode ser vista nas costas da Argentina, Austrália, Brasil, Chile, Namíbia, Moçambique, Peru, Tristão da Cunha, Uruguai, Madagascar, Nova Zelândia e África do Sul, no entanto, são conhecidas por invernar nas regiões subantárticas. Parece que os grupos da América do Sul, da África do Sul e da Australásia se misturam muito pouco ou nada, porque a fidelidade materna aos habitats de alimentação e parto é muito forte. A mãe também passa essas escolhas para os filhotes.
Normalmente não cruzam as águas equatoriais quentes para se conectar com outras espécies e cruzar: suas camadas espessas de gordura isolante tornam difícil dissipar o calor interno do corpo em águas tropicais. No entanto, com base em registros históricos e avistamentos não confirmados em períodos modernos, os trânsitos de E. australis podem de fato ocorrer em águas equatoriais. Os registros de caça às baleias no hemisfério incluem um certo terreno baleeiro no centro do norte do oceano Índico e avistamentos recentes em regiões quase equatoriais. Se o avistamento mais tardio mencionado ao largo de Quiribati foi realmente de E. australis, a espécie pode ter cruzado o equador em ocasiões irregulares e suas distribuições originais podem ter sido muito mais amplas e distribuídas mais ao norte do que se acredita atualmente. O encalhe de uma baleia-franca de 21,3 metros (71 pés) em Gajana, no noroeste da Índia, em novembro de 1944, foi relatado, no entanto, a verdadeira identidade deste animal não é clara.
Além dos impactos antropogênicos sobre as baleias e ambientes, suas distribuições e residências podem ser amplamente afetadas pela presença de predadores naturais ou inimigos, e tendências semelhantes também são esperadas para outras subespécies. Muitos locais em todo o hemisfério sul foram nomeados após presenças atuais ou anteriores das baleias-francas, incluindo baía Walvis, Punta Ballena, baía Baleia Franca, porto de Otago, porto de Whangarei, estreito de Foveaux.

### África

#### Sul da África

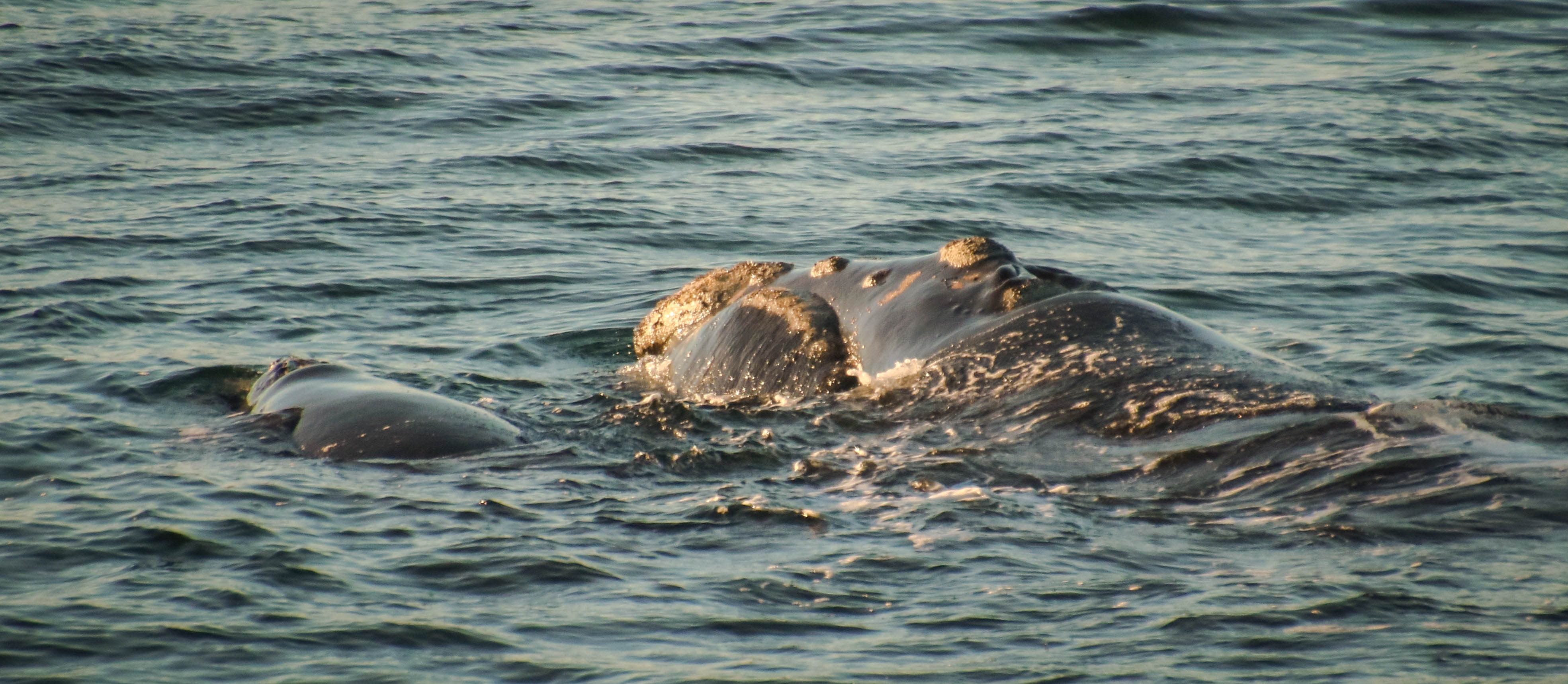
Mãe e filhote na baía se Hermanus, na África do Sul

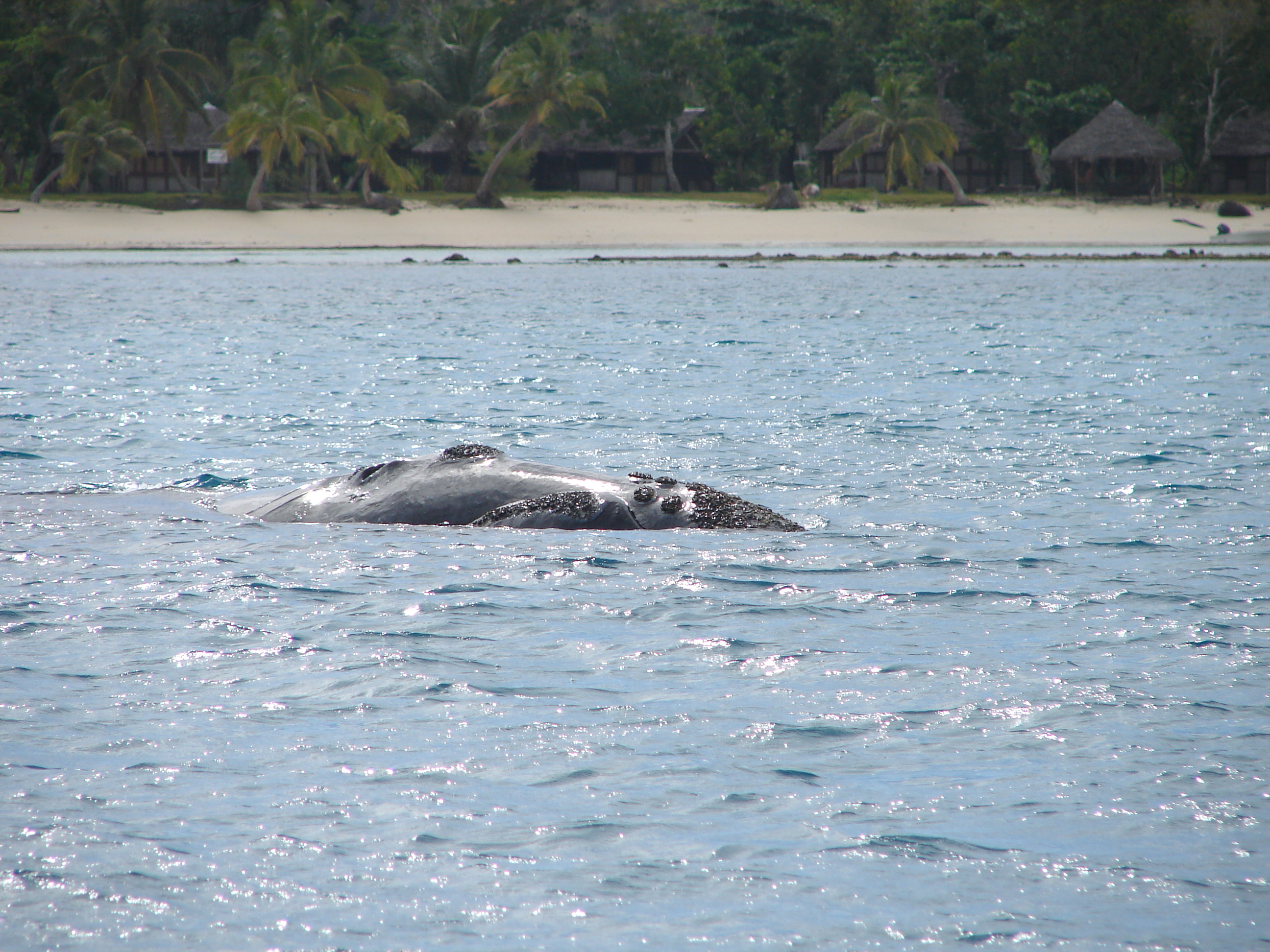
Raro avistamento na ilha Sainte-Marie

Aumentos recentes no número de baleias que visitam a parte nordeste do Sul da África, a chamada Costa dos Golfinhos, como em torno de Balito e na praia de Undloti.

#### África Ocidental
Na Namíbia, a maioria das baleias confirmadas está restrita ao sul de Luderitz, na costa sudoeste. Apenas um punhado de animais se aventura mais ao norte, em criadouros históricos, como na baía Walvis, mas seu número está aumentando lentamente. Até que a caça ilegal cessasse, eram raras ao longo da costa, sem registro de avistamento ao norte do rio Orange até 1971. As atividades de parto foram confirmadas pela primeira vez na década de 1980.
Registros históricos sugerem que o alcance regular desta baleia poderia ter alcançado uma vez mais ao norte, subindo as costas do Cabo Fria (norte da Namíbia) e Angola até o estreito dos Tigres. Sabe-se que a caça às baleias foi realizada ao largo da costa do Gabão, por exemplo no cabo Lopes, e houve alguns avistamentos confirmados e não confirmados nos últimos anos, incluindo um por Jim Darling, um renomado pesquisador de baleias.

#### África Oriental
As baleias-francas-austrais foram avistadas em número muito pequeno ao largo de Moçambique e Madagascar. Foram historicamente vistas em grande número em vários locais como ao largo da costa de Durbã, na baía de Maputo, ilha da Inhaca, Ponta do Ouro e em torno do arquipélago do Bazaruto. O primeiro avistamento ao largo de Moçambique desde o fim da caça às baleias foi em 1997. Nos últimos anos, mais baleias parecem migrar mais ao norte para parir, como na ilha Sainte-Marie, baía de Antongil, Tolanaro Toliara, Anacao, Andavadoaca e baía de Antsiranana, na ponta norte de Madagascar. Avistamentos infrequentes foram confirmados fora da ilha de Maiote. As baleias foram historicamente capturadas ao largo da costa da Tanzânia e podem ainda estar presentes ocasionalmente ao redor de Zanzibar.

#### Centro-Sul da África
Devido à caça ilegal de baleias pela União Soviética, a recuperação de muitos estoques, incluindo a população ao largo de Tristão da Cunha e áreas adjacentes, como a ilha de Gonçalo Álvares, foi severamente prejudicada, resultando em um número relativamente pequeno de animais visitantes. Com base em registros de captura e observações recentes, as baleias-francas podem ser vistas tão ao norte quanto as ilhas de Santa Helena e de Ascensão.

### América do Sul

#### Brasil

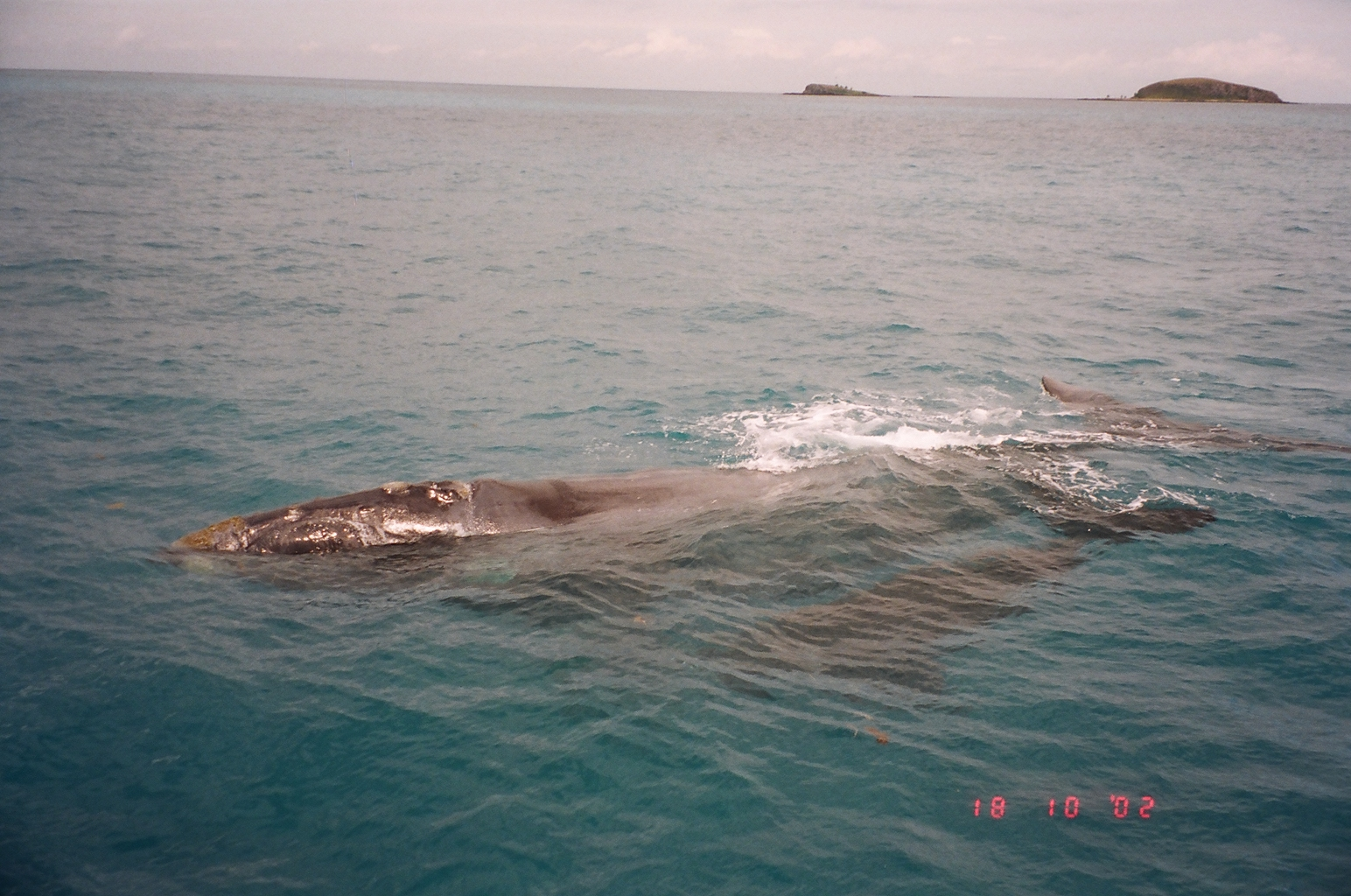
Mãe e filhote em Abrolhos, Bahia

No Brasil, mais de 300 indivíduos foram catalogados por meio de identificação com foto (usando calosidades de cabeça) pelo Projeto Baleia Franca, mantido em conjunto pela Petrobras (a estatal brasileira de petróleo), e pelo grupo conservacionista Fundo Mundial para a Natureza. O estado de Santa Catarina abriga uma concentração de reprodução e parição de baleias-francas de junho a novembro, e as fêmeas dessa população também parem na Patagônia Argentina e no Uruguai. Nos últimos anos, possivelmente devido à mudança dos ambientes de habitat por atividades humanas e conflitos com a pesca local, o número de baleias que visitam as costas está diminuindo. Avistamentos em outros locais que não Santa Catarina e Rio Grande do Sul permanecem esporádicos, como ao longo de Cidreira, costas do Rio de Janeiro como a baía de Sepetiba, Cabo Frio, Macaé, Prado na Bahia, baía dos Castelhanos em Ilha Bela, costas de São Paulo como dentro do Parque Estadual da Ilha Anchieta, ilha do Mel, e baías e estuários de Paranaguá e Parque Nacional do Superagui, Paraná, e até mesmo entrada da lagoa dos Patos. Estudos recentes também mostram uma diminuição no número de avistamentos ao longo do litoral sudeste brasileiro, que inclui os altamente urbanizados estados de São Paulo e Rio de Janeiro.
Mais ao norte, um pequeno número de baleias migra todos os anos para invernar ou parir na Bahia, em particular no arquipélago de Abrolhos. Ali, certos indivíduos são registrados retornando em intervalos de 3 ou 4 anos. Registros de caça às baleias, incluindo aqueles anteriores a Maury e Townsend, indicam que as baleias-francas foram mais uma vez visitantes frequentes mais ao norte, por exemplo, em Salvador.

#### Argentina

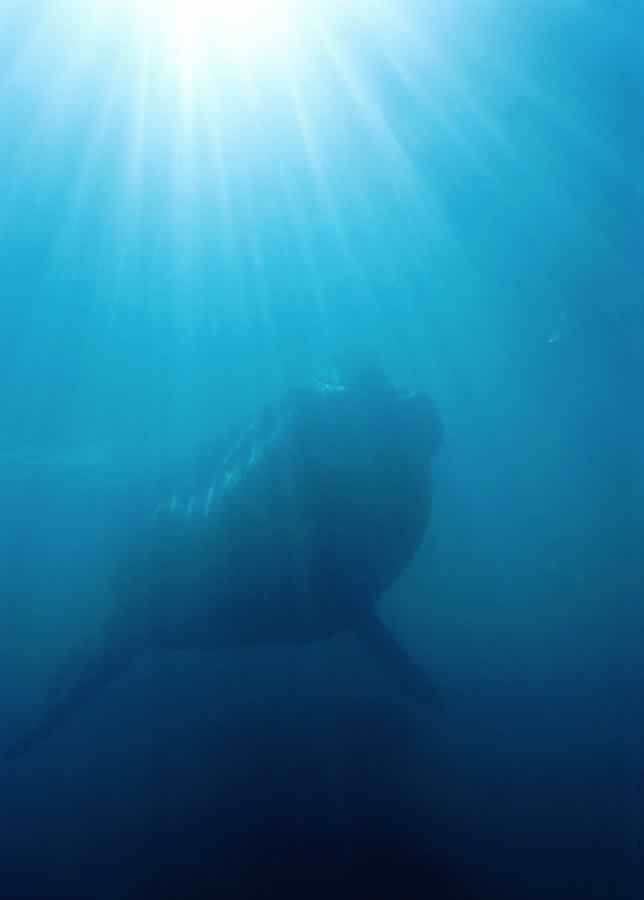
Espécime submerso na península Valdés

Durante a reunião anual de 2012 do Comitê Científico da Comissão Baleeira Internacional, foram apresentados dados sobre o fenômeno contínuo de arrojamentos de baleias-francas-austrais e alto índice de mortalidade na península Valdés, na Argentina. Entre 2003 e 2011, um total de 482 baleias francas mortas foram registradas. Houve pelo menos 55 mortes de baleias em 2010 e 61 em 2011. Como nos anos anteriores, a grande maioria dos arrojamentos foram filhotes da temporada. Tem havido um aumento de avistamentos em vários outros locais nos últimos anos, como no golfo de São Jorge, Terra do Fogo, Puerto Deseado, Mar del Plata, Miramar, e Bahía Blanca.

#### Uruguai
No Uruguai, áreas costeiras como Punta del Este hospedam locais de concentração de baleias em épocas de reprodução, mas não é provável que sejam locais de procriação. Em 2013, o parlamento uruguaio aprovou a criação de um santuário de baleias na América Latina para ajudar na recuperação da população.

#### Chile e Peru
Para a população ameaçada de extinção do Chile e Peru, o Centro de Conservação de Cetáceos (CCC) está trabalhando em um programa separado para baleias-francas. Esta população, contendo no máximo 50 indivíduos, está ameaçada pelo aumento das rotas marítimas e da indústria pesqueira. 124 avistamentos no total foram registrados durante o período de 1964–2008. Além dos registros de vagantes, o litoral do Peru possivelmente hospeda uma das áreas confirmadas ao norte da espécie junto com o Gabão, Senegal, Tanzânia, costas brasileiras, Madagascar, Oceano Índico, oeste da Austrália, ilhas Kermadec e águas tropicais, incluindo as ilhas do Pacífico Sul. O projeto Alfaguara visando cetáceos em Chiloé pode possivelmente visar esta espécie também no futuro, uma vez que as atividades de parto foram confirmadas no arquipélago. Os locais de forrageamento desta população ainda não foram detectados, mas possivelmente Chiloé e ao sul de Caleta Zorra até fiordes do sul, como do golfo de Penas ao canal de Beagle, embora o número de confirmações seja pequeno em Beagle. Espera-se a criação de uma nova indústria de turismo no lado oriental do estreito de Magalhães, mais notavelmente nas proximidades do cabo Virgens e Punta Dungeness, conforme o número de avistamentos aumenta. Ocorrências de indivíduos manchados também foram confirmadas nesta população.

### Oceania
Historicamente, as populações de baleias-francas-austrais nas regiões da Oceania eram robustas. Os primeiros colonizadores de Wellington, na Nova Zelândia e do rio Derwent, na Tasmânia, reclamaram que os sons das baleias saltitantes os mantinham acordados à noite. Estudos de estrutura populacional e sistemas de acasalamento mostraram que as populações do sudoeste da Austrália e da Nova Zelândia são geneticamente diferenciadas. Os resultados do rastreamento por satélite sugerem que existem pelo menos algumas interações entre as populações da Austrália e da Nova Zelândia, mas a extensão disso é desconhecida. Os dois grupos podem compartilhar corredores migratórios e áreas de parto.

#### Austrália
As baleias-francas-austrais em águas australianas apresentam maior taxa de recuperação, pois aumentaram de 2 100 baleias em 2008 para 3 500 em 2010. Podem ser encontradas em muitas partes do sul da Austrália, onde a maior população é encontrada em Head of the Bight, uma área pouco povoada ao sul do meio da planície de Nullarbor. Mais de 100 indivíduos são vistos lá anualmente de junho a outubro. Os visitantes podem ver as baleias de passarelas e mirantes no topo do penhasco, com as baleias nadando quase diretamente abaixo, ou fazendo um voo panorâmico sobre o parque marinho. Um local mais acessível à observação é a baía de Encounter, onde podem ser vistas perto das praias da península de Fleurieu, em torno da cidade surfista de Middleton. As baleias estabeleceram um novo berçário perto da península de Eyre, especialmente na baía de Fowlers. Os números são muito menores nesses locais em comparação com aqueles de Bight, com uma média de um par de baleias por dia, mas em 2009 havia avistamentos regulares de mais de dez baleias por vez na praia de Basham, perto de Middleton. O Centro Baleeiro do Sul da Austrália (South Australian Whale Centre) em Victor Harbor tem informações sobre a história da caça e da observação de baleias na área e mantém um banco de dados online de avistamentos. Em junho de 2021, uma fêmea deu à luz em Christies Beach, um subúrbio ao sul de Adelaide, e permaneceu na parte rasa da praia por algum tempo, atraindo grandes multidões.
As águas das costas da Austrália Ocidental, Nova Gales do Sul e Queenslândia já haviam sido habitadas por baleias. Sua distribuição histórica era muito mais ampla e se espalhou ao redor da costa sul do continente, estendendo-se até às ilhas Abrolhos, Exmouth e baía Shark na costa oeste, e às baías de Hervey e Moreton até a Grande Barreira de Corais ou mais ao norte na costa leste. A população da costa leste permanece em perigo e é muito pequena (apenas algumas dezenas de indivíduos), contribuindo em pequenos números e de forma limitada à recolonização, porém aumentos foram confirmados em muitas áreas, como nas proximidades da baía de Sydney, Port Stephens, baía de Twofold, baía de Jervis, Broulee, o rio Moruya, Narooma, Byron Bay e assim por diante, e houve 12 áreas de forrageamento oficialmente anunciadas. O número de baleias que visitam habitats históricos de regiões subantárticas mostram diferenças drásticas em quantidade para os respectivos locais: recuperando-se bem nas ilhas subantárticas da Nova Zelândia, embora tenha menos sucesso na ilha Macquarie.

#### Nova Zelândia

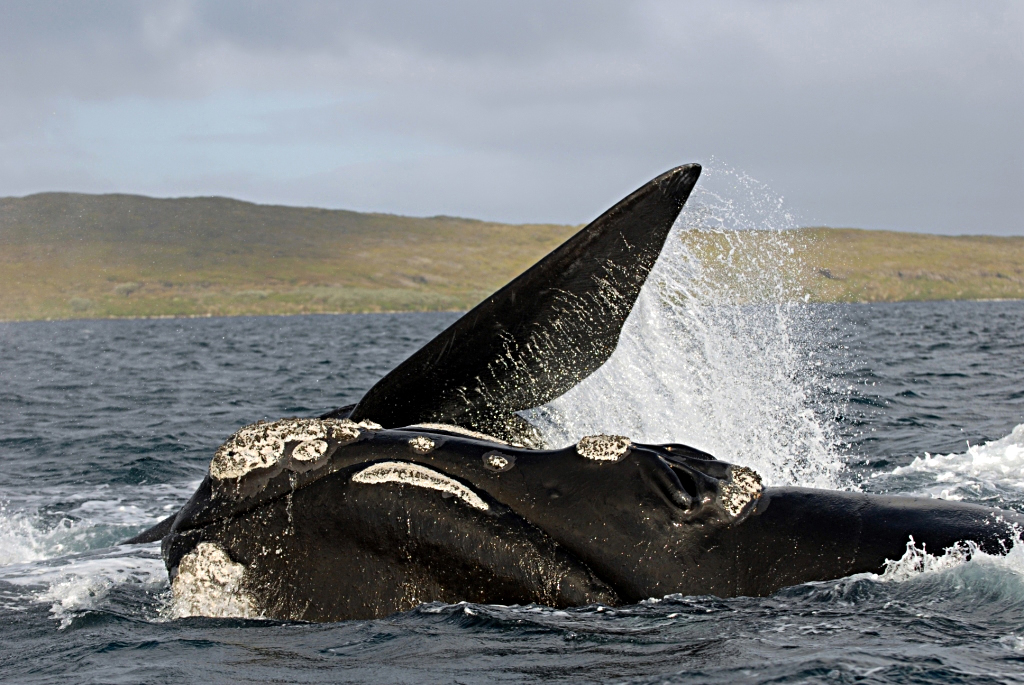
Exemplar no porto de Ross, na Nova Zelândia

A atual população de baleias-francas nas águas da Nova Zelândia é difícil de estabelecer. No entanto, estudos do Departamento de Conservação e avistamentos relatados por moradores ajudaram a construir uma imagem melhor. O tamanho pré-exploração do grupo da Nova Zelândia é estimado entre 28 800 e 47 100 baleias. 35 a 41 mil capturas foram feitas entre 1827 e 1980. O número de baleias que sobreviveram às operações comerciais e ilegais de caça às baleias foi estimado ter diminuído para apenas 110 baleias (cerca de 30 das quais eram fêmeas) em 1915. Como resultado de um declínio tão acentuado nos números, a população nesta região experimentou um gargalo populacional e sofre de baixa diversidade genética.
A população nas ilhas subantárticas de Auclanda está apresentando uma recuperação notável, mas continua a ter uma das diversidades genéticas mais baixas do mundo. Nas ilhas Campbell, a recuperação é mais lenta. Ali, estima-se que a população tenha caído a um valor tão baixo quanto 20 indivíduos após a Segunda Guerra Mundial. Não houve avistamentos confirmados ou encalhes de baleias francas por 36 anos, até 1963, quando quatro avistamentos separados, incluindo um par de vaca-bezerro, foram feitos em uma ampla área. Remanescentes de populações subantárticas foram relatados na década de 1980 e redescobertos na década de 1990.
Hoje, a maioria das baleias francas se reúne nas ilhas Auclanda e Campbell, onde formam congregações excepcionalmente densas e limitadas, incluindo adultos que acasalam e fêmeas que estão parindo. Nas águas ao redor de porto de Ross, até 200 baleias podem passar o inverno ao mesmo tempo. É notável que baleias de todas as idades estão presentes nesta pequena área anualmente, não apenas usando-as para alimentação e para passar o verão, mas também para invernação, procriação e parto durante os períodos rigorosos e frios. A baixa diversidade genética como resultado do declínio da população causou mudanças na coloração da pele neste grupo. Os cientistas costumavam acreditar que havia uma pequena população remanescente habitando as principais ilhas da Nova Zelândia (ilhas Norte e Sul), estimada em 11 fêmeas reprodutivas. No inverno, as baleias migram para o norte, para as águas da Nova Zelândia, e grandes concentrações ocasionalmente visitam a costa sul da ilha Sul. As áreas da baía ao longo do estreito de Foveaux da região de Fiordelândia ao norte de Otago são importantes habitats de reprodução, especialmente as ilhotas de Preservation e Chalky, a baía de Te Waewae e a península de Otago.
Existem várias partes do país onde um grande número de baleias foi visto historicamente, mas os avistamentos são menos comuns hoje em dia. Essas áreas incluem a região de Marlborough, especialmente das baías de Clifford e Cloudy ao porto de Underwood, as baías de Golden e Awaroa, os litorais na costa oeste e o porto de Hokianga em Northland. Além de um punhado de observações confirmadas, muito pouca informação está disponível sobre as migrações modernas para os habitats oceânicos históricos das ilhas Kermadec e ilhas Chatham. O avistamento mais ao norte registrado historicamente foi em 27° S. Um estudo recente revelou que as populações das ilhas principais e das ilhas subantárticas se cruzam, embora ainda não se saiba se as duas populações originalmente vieram de uma única população. As áreas de alimentação em águas pelágicas não são claras, enquanto as congregações foram confirmadas ao longo da borda sul da elevação de Chatham.

### Outras
Em ilhas oceânicas e zonas não costeiras além das áreas já mencionadas, muito pouco se sabe sobre a presença e a situação de recuperação das populações de baleias-francas. As faixas históricas eram muito maiores do que hoje; durante a era da caça às baleias do século XIX, eram conhecidas por ocorrerem em áreas de latitudes mais baixas, como ao redor das ilhas do Pacífico, ao largo das ilhas Gilbert (hoje em dia Quiribati). Populações entre as ilhas subantárticas no mar da Escócia também foram severamente afetadas pela caça.

#### Oceano Índico
Historicamente, conhecia-se a existência de populações que passavam o verão nas ilhas Crozet e Kerguelen, e migraram para Martin-de-Viviès, as ilhas de São Paulo e Amesterdã e o Oceano Índico Central. Podem ser distintas da população vista na costa de Moçambique. O repovoamento nessas áreas do Oceano Índico provavelmente está ocorrendo a taxas ainda mais baixas do que em outras áreas. Os avistamentos foram menores em períodos modernos entre Crozet, Reunião, Maurícia e Príncipe Eduardo.
A matança dessas baleias foi registrada na região central do Oceano Índico perto do equador, especialmente em torno da área entre Diego Garcia, as ilhas Egmont e o Grande Banco Chagos no oeste, e as ilhas Cocos no leste. O alcance das baleias no Oceano Índico é comparável ao alcance de algumas outras populações na América Latina, África e nas ilhas do Pacífico Sul, incluindo Quiribati, a região mais ao norte de todas as populações conhecidas hoje.

## Baleação

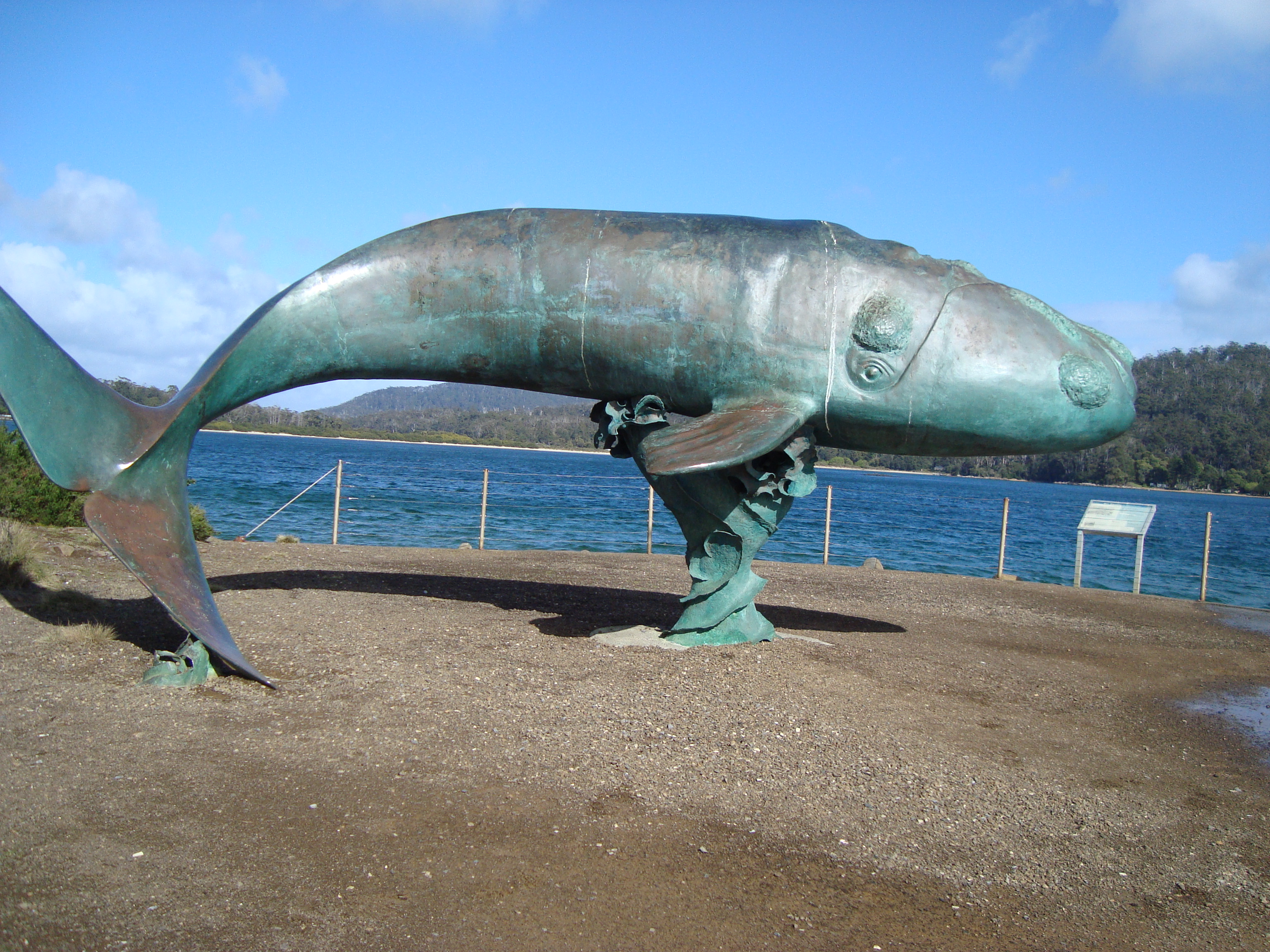
Escultura da baleia-franca-austral em Cockle Creek, na baía Recherche, na Tasmânia, onde a caça à baleia na baía foi realizada extensivamente durante as décadas de 1840 e 1850

A baleia-franca-austral chegava às águas da Austrália e da Nova Zelândia em grande número antes do século XIX, mas foi amplamente caçada de 1800 a 1850. A caça diminuiu gradativamente com a população de baleias e quase acabou nas águas costeiras da Australásia. O início do século XX trouxe a caça industrial de baleias, e a captura cresceu rapidamente. Em 1937, de acordo com os registros dos baleeiros, 38 mil foram arpoadas no Atlântico Sul, 39 mil no Pacífico Sul e 1 300 no Oceano Índico. Dada a incompletude desses registros, a coleta total foi um pouco maior.
Como ficou claro que a população estava quase esgotada, a caça às baleias-francas foi proibida em 1937. A proibição foi amplamente bem-sucedida, embora alguma caça ilegal às baleias tenha continuado por várias décadas. Madeira capturou suas duas últimas baleias-francas em 1968. A caça ilegal continuou na costa do Brasil durante anos, e a estação de Imbituba processou baleias-francas até 1973. A União Soviética admitiu ter levado ilegalmente mais de 3 300 durante os anos 1950 e 1960, embora relatou apenas quatro.
As operações ilegais continuaram mesmo na década de 1970, como no caso do Brasil até 1973. Também foi revelado que o Japão estava apoiando essas caças destrutivas negligenciando e desconsiderando suas obrigações de monitoramento. Além disso, havia acordos entre o Japão e a União Soviética para manter suas atividades baleeiras em massa ilegais em águas estrangeiras / internacionais protegidas em sigilo. As baleias-francas começaram a ser vistas novamente nas águas da Austrália e da Nova Zelândia a partir do início dos anos 1960. Alega-se que se as caçadas ilegais pela União Soviética nunca tivessem acontecido, a população da Nova Zelândia seria três ou quatro vezes maior do que seu tamanho atual.

## Conservação
A baleia-franca-austral, listada como "em perigo" pela Convenção sobre o Comércio Internacional das Espécies da Fauna e da Flora Silvestres Ameaçadas de Extinção (CITES), é protegida por todos os países com populações reprodutoras conhecidas (Argentina, Austrália, Brasil, Chile, Nova Zelândia, África do Sul e Uruguai). Está listada no Apêndice I da Convenção sobre a Conservação de Espécies Migratórias de Animais Selvagens (CMS), pois esta espécie foi categorizada como estando em perigo de extinção em toda ou em uma proporção significativa de sua área de distribuição. Também está incluída no Memorando de Entendimento para a Conservação dos Cetáceos e Seus Habitats na Região das Ilhas do Pacífico (MoU dos Cetáceos do Pacífico). Em 2017, a Lista Vermelha de Espécies Ameaçadas da União Internacional para a Conservação da Natureza (UICN) listou a situação da espécie como de Menor Preocupação com uma tendência populacional listada como "desconhecida". Um projeto de dois anos, £ 740 000, liderado pelo British Antarctic Survey começou em 2016 a investigar por qual motivo quase 500 jovens foram levados à península Valdés nos últimos dez anos. O projeto é financiado pelo Departamento de Meio Ambiente, Alimentos e Assuntos Rurais do Reino Unido (Defra) e pela União Europeia. As possíveis razões são a falta de krill nas áreas de alimentação de baleias nas ilhas Geórgia do Sul e Sanduíche do Sul, exposição a algas tóxicas e ataques de gaivotas (Larus dominicanus).
Na Austrália, as baleias-francas constam em várias listas de proteção estadual e federal, conforme refletido na tabela abaixo:
| Jurisdição          | Posição    | Legislação                             | Ano da última revisão | Referência |
| ------------------- | ---------- | -------------------------------------- | --------------------- | ---------- |
| Austrália           | Ameaçado   | EPBC Act 1999                          | 2000                  | [ 177 ]    |
| Austrália Ocidental | Vulnerável | Biodiversity Conservation Act 2016     |                       | [ 178 ]    |
| Austrália do Sul    | Vulnerável | National Parks & Wildlife Act 1972     |                       | [ 179 ]    |
| Vitória             | Ameaçada   | Flora & Fauna Guarantee Act 1988       |                       | [ 180 ]    |
| Tasmânia            | Em perigo  | Threatened Species Protection Act 1995 |                       | [ 181 ]    |

No Brasil, desde 1995, a baleia-franca foi declarada monumento natural do estado de Santa Catarina, que desde 2000 abriga uma área de proteção ambiental federal abrangendo cerca de 1 560 quilômetros (600 milhas quadradas) e 130 quilômetros (81 milhas) de litoral com o intuito de proteger os principais criadouros da espécie no país e promover a observação regulamentada de baleias. A espécie está registrada em várias listas de conservação do pais: em 2005, foi classificada como em perigo na Lista de Espécies da Fauna Ameaçadas do Espírito Santo; em 2010, como em perigo no Livro Vermelho da Fauna Ameaçada no Estado do Paraná em 2011, como vulnerável na Lista das Espécies da Fauna Ameaçada de Extinção em Santa Catarina; em 2014, sob a rubrica de "dados insuficientes" no Livro Vermelho da Fauna Ameaçada de Extinção no Estado de São Paulo e na Lista das Espécies da Fauna Ameaçadas de Extinção no Rio Grande do Sul; em 2014, como em perigo na Portaria MMA N.º 444 de 17 de dezembro de 2014; em 2017, como em perigo na Lista Oficial das Espécies da Fauna Ameaçadas de Extinção do Estado da Bahia; em 2018, como em perigo no Livro Vermelho da Fauna Brasileira Ameaçada de Extinção do Instituto Chico Mendes de Conservação da Biodiversidade (ICMBio) e vulnerável na Lista das Espécies da Fauna Ameaçadas de Extinção no Estado do Rio de Janeiro; e em 2022, como em perigo na Lista Oficial da Fauna Brasileira Ameaçada de Extinção: Mamíferos. Anexo 2 Portaria MMA N.º 148, de 7 de junho de 2022.

### Ataques de gaivotas

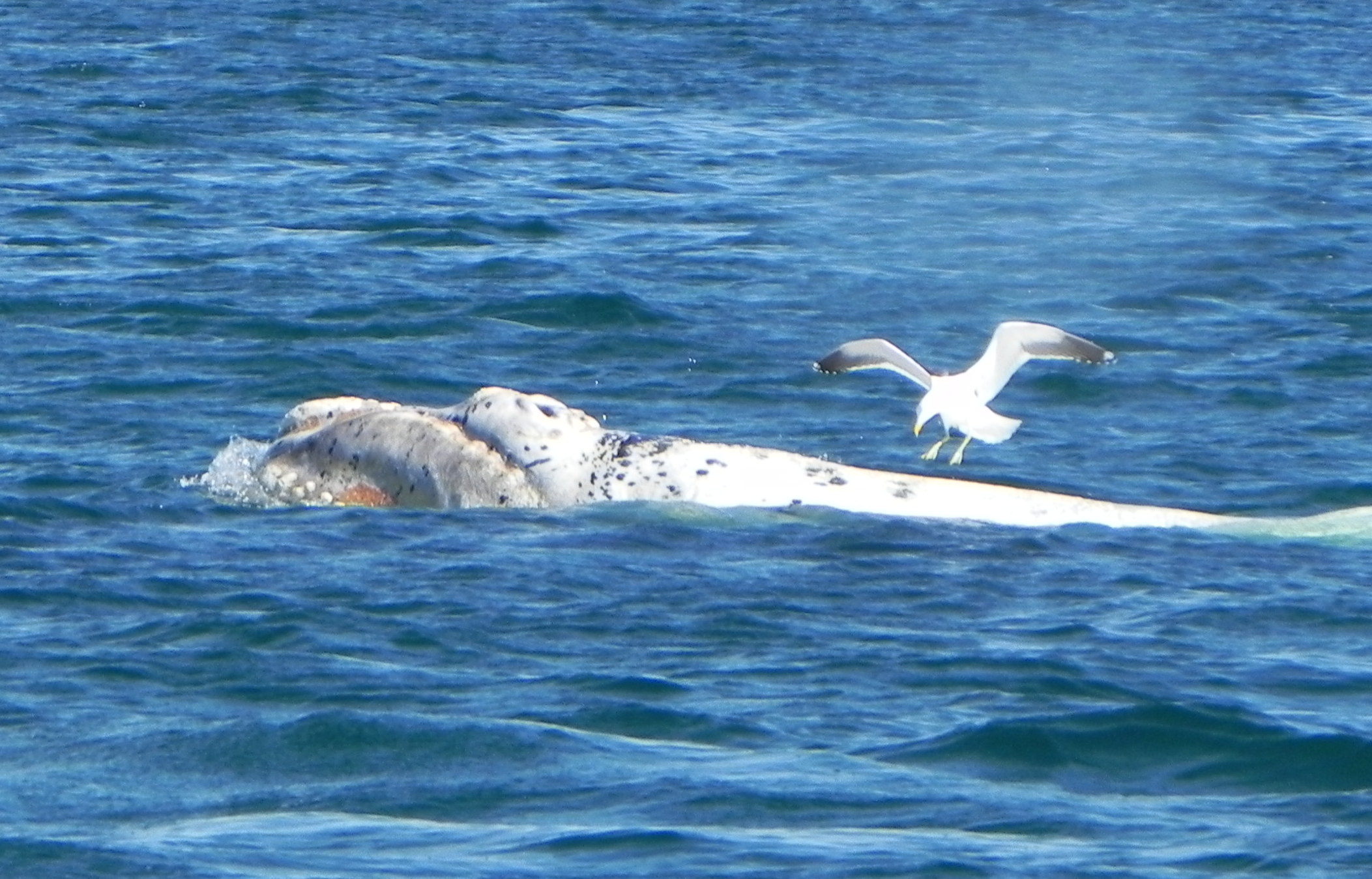
Baleia-franca sendo atacada por uma gaivota

Um contribuinte possivelmente significativo para a taxa de mortalidade de filhotes alarma os cientistas - desde pelo menos 1996, Larus dominicanus na costa da Patagônia foram observadas atacando e se alimentando de baleias francas vivas. As gaivotas usam seu bico poderoso para bicar vários centímetros na pele e na gordura, muitas vezes deixando as baleias com grandes feridas abertas - algumas das quais têm meio metro de diâmetro. Este comportamento predatório, principalmente voltado para pares mãe / filhote, tem sido continuamente documentado em águas argentinas e continua até hoje. Os observadores notam que as baleias estão gastando até um terço de seu tempo e energia realizando manobras evasivas - portanto, as mães passam menos tempo amamentando e os filhotes ficam mais magros e fracos como resultado. Os pesquisadores especulam que, há muitos anos, os resíduos das fábricas de processamento de peixes permitiram que as populações de gaivotas aumentassem. A superpopulação resultante, combinada com a redução da produção de resíduos, fez com que as gaivotas procurassem essa fonte alternativa de alimento. Os cientistas temem que o comportamento aprendido das gaivotas possa proliferar, e o Comitê Científico da IWC instou o Brasil a considerar uma ação imediata se e quando comportamento semelhante das gaivotas for observado em suas águas. Tal ação pode incluir a remoção de gaivotas atacantes, seguindo o exemplo da Argentina na tentativa de reverter a tendência.

### Ameaças
As baleias-francas-austrais estão ameaçadas pelo emaranhamento em equipamentos de pesca comercial e ataques de navios. O emaranhamento nas artes de pesca pode cortar a pele de uma baleia, causando infecção, amputação e morte. O ruído subaquático de atividades antropogênicas, como perfuração e dragagem, pode interferir na comunicação das baleias e desencorajá-las a irem aos seus habitats e criadouros habituais.

## Observação de baleias

### América do Sul
No Brasil, Imbituba, em Santa Catarina, é reconhecida como a Capital Nacional da Baleia Franca e celebra anualmente a Semana da Baleia Franca em setembro, quando mães e filhotes são vistos com mais frequência. A antiga estação baleeira hoje é um museu que documenta a história da baleia-franca no Brasil. Na Argentina, a Península Valdés na Patagônia hospeda (no inverno) a maior população reprodutora, com mais de 2 000 catalogados pelo Instituto de Conservação de Baleias e pela Ocean Alliance. Como no sul da Argentina, as baleias chegam a 200 metros da praia principal da cidade de Puerto Madryn e fazem parte da grande indústria do ecoturismo. O Parlamento do Uruguai, em 4 de setembro de 2013, se tornou o primeiro país do mundo a fazer de todas as suas águas territoriais um local seguro para baleias e golfinhos. Todos os anos, dezenas de baleias são avistadas, principalmente nos departamentos de Maldonado e Rocha durante os meses de inverno. Atividades de natação para fins comerciais foram proibidas na área em 1985, mas foram legalizadas no golfo de San Matías, o único lugar no mundo onde os humanos têm permissão formal para nadar com a espécie. Observação terrestre e atividades ocasionais de caiaque com baleias são vistas em outros locais não conhecidos pela observação de baleias como Puerto Madryn e com menos restrições na aproximação de baleias, como em Puerto Deseado, Mar del Plata, e Miramar.

### Oceania
No inverno e na primavera da Austrália, as baleias-francas-austrais podem ser vistas migrando ao longo da Grande Baía da Austrália, no sul da Austrália. Os locais de observação incluem os penhascos de Bunda e Twin Rocks, o Head of the Bight (onde existe um centro de visitantes e passarelas de observação no topo do penhasco) e em Fowler's Bay, onde são oferecidos alojamento e passeios de barco. Da mesma forma, estas baleias podem oferecer oportunidades para o público observar baleias da costa da Nova Zelândia com maior regularidade do que no passado, especialmente no sul de Fiordelândia, Southland até a costa de Otago, e na costa da ilha Norte, especialmente em Northland e outros locais, como baía de Plenty e baía de South Taranaki. Os nascimentos de filhotes podem ter ocorrido sempre nas costas das ilhas principais, mas foram confirmados com dois pares de filhotes em 2012.

### Subantântica
Nas Ilhas Subantárticas e nas proximidades da Antártida, onde existem poucas regulamentações ou são aplicadas, as baleias podem ser observadas em excursões de expedição com probabilidade crescente. As ilhas Auclanda são um santuário especialmente designado para baleias-francas, onde o turismo de observação de baleias é proibido sem autorização.